# 森蘭丸〜戦国を駆け抜けた若獅子〜
『森蘭丸〜戦国を駆け抜けた若獅子〜』（もりらんまる〜せんごくをかけぬけたわかじし〜）は、1993年8月31日にテレビ東京系列にて放映された、3時間のスペシャル時代劇。ユキリョウイチの初主演作品であり、日光江戸村が製作した。
日光江戸村系列の伊勢戦国時代村の安土城レプリカ館で撮影が行われた。

## キャスト
- 森蘭丸 - 佑季良一
- 織田信長 - 林隆三
- 桔梗（光秀の娘） - 藤谷美紀
- 珠 - 朝倉麻衣
- 明智光秀 - 目黒祐樹
- 羽柴秀吉 - 間寛平
- 妙向尼（蘭丸の母） - 坂口良子
- 森長可 - 甲斐道夫
- 濃姫 - 杉山あゆみ
- 岩黒（森家忍び衆頭） - 菅原文太
- 小鹿 - 村松美香
- オルガンチノ（宣教師） - デーブ・スペクター
- 忍者 - 尾崎魔弓
- 森三左衛門可成 - 千葉真一

## スタッフ
- ナレーション - 森光子
- 脚本 - 山本優
- 監督 - 居川靖彦
- 音楽 - 白田朗
- EDソング - 佑季良一「遠くからのラブソング」
- プロデューサー - 伊藤俊一、長谷川満、真鍋和己
- チーフプロデューサー - 星野平八郎、秋本美樹
- 企画・原案 - 野口勇
- 製作 - テレビ愛知、伊勢戦国時代村、ジャパンアクションクラブ